# Franz Jonas

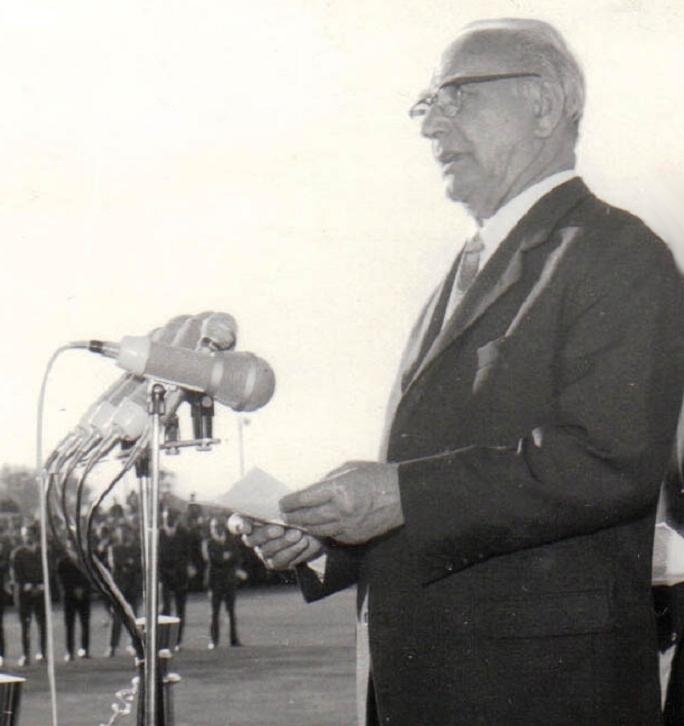
Franz Jonas

Franz Jonas, född 4 oktober 1899 i Wien, död 24 april 1974 i Wien, var en österrikisk socialdemokratisk politiker.

## Biografi
Jonas var sättare till yrket och tillhörde socialdemokraterna (SPÖ). Efter andra världskriget blev han inblandad i Wiens kommunalpolitik och var stadens borgmästare 1951–1965. Under åren 1965 - 74 var han den sjunde i ordningen som Österrikes förbundspresident.
Jonas var en ivrig anhängare av esperanto och från och med 1923 var han en lång tid lärare i språket. Enligt uppgift ledde han på perfekt esperanto 1970 World Congress of Esperanto i Wien.
År 1966 tilldelades han stora korset av Kungliga Norska Order of St Olav med kedja, och 1969 Pierre de Coubertin-medaljen. 